# Oranienburger Tor (métro de Berlin)
Oranienburger Tor est une station de la ligne 6 du métro de Berlin, dans le quartier de Mitte.

## Géographie
La station se situe près du monument du même nom, 4,9 m en dessous de la Friedrichstraße, à hauteur de la Claire-Waldoff-Straße.

## Histoire
D'avril à juin 1945, la station est fermée en raison des dommages de la guerre. Du 13 août 1961 au 1er juillet 1990, Oranienburger Tor est une station fantôme, le métro s'arrête à Friedrichstraße.
Les travaux en vue de sa réouverture ont lieu entre juillet 1992 et 1994.

## Correspondances
La station de métro est en correspondance avec les lignes de tramway M1, M5, M6 et 12 ainsi que la ligne d'omnibus 142 de la Berliner Verkehrsbetriebe.

## À proximité
- L'Institut Robert-Koch
- Le Friedrichstadt-Palast
- L'ancien squat d'artistes Tacheles